# Air Arabia Maroc
العربية للطيران المغرب
Air Arabia Maroc est une compagnie aérienne marocaine à bas prix créée en avril 2009 avec la prise de contrôle de la compagnie marocaine Regional Air Lines qui desservait plusieurs villes au Maroc, en Espagne.

## Historique

Ancien logo de la compagnie.

En 2016, sur son site officiel, la compagnie se targue d’être le premier et le plus grand transporteur à bas prix au Moyen-Orient et en Afrique du Nord. D'ailleurs, lors de la cérémonie Business Traveller Moyen-Orient de Dubaï , elle gagna le prix de la meilleure compagnie aérienne à bas prix dans le Moyen-Orient 2016.
La filiale marocaine d'Air Arabia, Air Arabia Maroc; adopte un positionnement moins "low-cost" que ses jumelles orientales. Cette dernière utilise en effet des avions moins denses que la maison mère (faisant par ailleurs de l'espace pour les jambes plus conséquent dans la partie avant des avions un argument marketing), elle vole depuis et vers des aéroports principaux; propose des divertissements en vol et propose certains tarifs incluant ce qu'une compagnie traditionnelle peut proposer (bagage en soute, plateau repas/sandwich, siège dans la partie avant de l'avion avec un pas plus conséquent; ...). La compagnie laisse tout de même la possibilité de choisir un tarif n'incluant que ce qu'une compagnie purement low-cost incluerait.  Ainsi, Air Arabia Maroc se rapproche plus d'une compagnie hybride que d'une compagnie purement low-cost.
Fin février 2017, la compagnie annonça l'ouverture de la première liaison interne entre les villes de Fès et Marrakech.
Le 6 mars 2017, la direction d'Air Arabia Maroc informa qu'elle planifiait d'ouvrir une sixième base au Maroc. Cette base se trouverait à Agadir et serait ouverte en partenariat avec l'Office national marocain du tourisme .

## La flotte

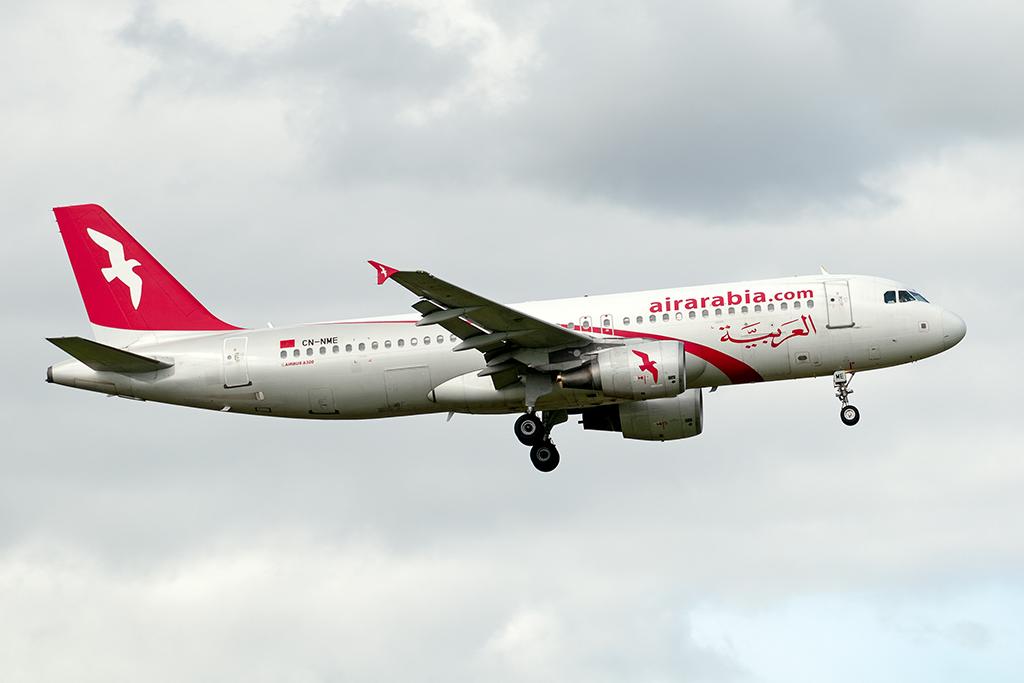
Airbus A320-214 CN-NME.

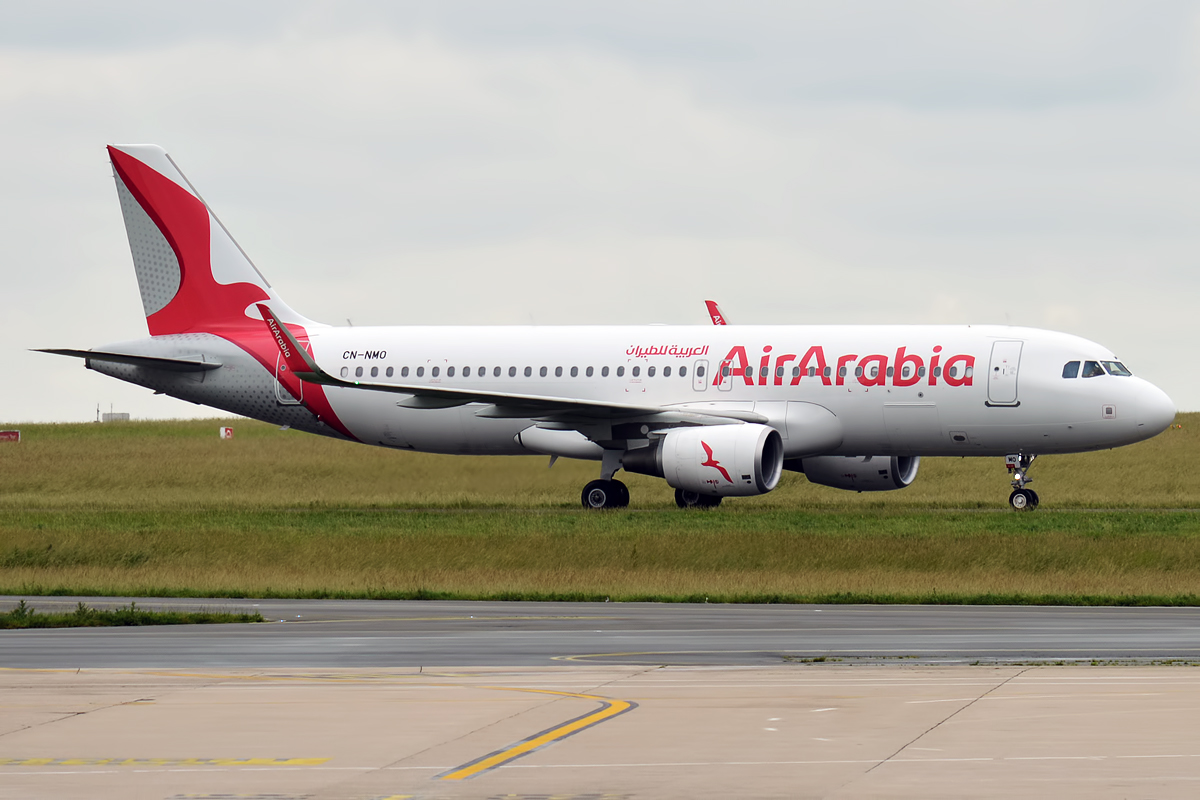
Airbus A320-214 CN-NMO, avec la nouvelle livrée.

### Aéroports desservis par Air Arabia Maroc
| Cité       | Aéroport (Code) | Aéroport (Code) | Aéroports desservis par Air Arabia Maroc | Note              |  |
| Cité       | IATA            | ICAO            | Aéroports desservis par Air Arabia Maroc | Note              |  |
| ---------- | --------------- | --------------- | --- | ----------------- |  |
| Maroc      |                 |                 | |                   |  |
| Agadir     | AGA             | GMAD            | Rabat (RBA), Tanger (TNG), Fès (FEZ) |                   |  |
| Casablanca | CMN             | GMMN            | Bologne (BLQ), Catane (CTA), Coni (CUF), Milan-Bergamo (BGY), Venise (VCE), Naples (NAP), Montpellier (MPL), Toulouse (TLS), Bâle (BSL), Bruxelles (BRU), Barcelone (BCN), Lyon (LYS), Istanbul (SAW), Nador (NDR), Dakhla (VIL), Guelmim (GLN), Bâle-Mulhouse (BSL). À partir de Avril 2019 : Pise (PSA), Prague (PRG), Tunis (TUN), Lisbon (LIS). | hub international |  |
| Fès        | FEZ             | GMFF            | Montpellier (MPL), Toulouse (TLS), Bordeaux (BOD), Paris (CDG), Lyon (LYS), Strasbourg (SXB), Rome (FCO), Londres (LGW), Amsterdam (AMS), Barcelone (BCN), Marrakech (RAK), Agadir (AGA), Errachidia (ERH) | hub international |  |
| Nador      | NDR             | GMMW            | Montpellier (MPL), Cologne (CGN), Amsterdam (AMS), Bruxelles (BRU), Barcelone (BCN), Palma de Majorque (PMI), Casablanca (CMN), Tanger (TNG). Malaga (AGP). |                   |  |
| Tanger     | TNG             | GMTT            | Lyon (LYS), Paris (CDG), Bruxelles (BRU), Istanbul (SAW), Madrid (MAD), Barcelone (BCN), Londres (LGW), Amsterdam (AMS), Marrakech (RAK), Nador (NDR), Agadir (AGA), | hub international |  |
| Rabat      | RBA             | GMME            | Agadir (AGA), Paris (CDG), Bruxelles (BRU), Barcelone (BCN), Bâle-Mulhouse (BSL), Istanbul (IST). |                   |  |
| Marrakech  | RAK             | GMMX            | Londres (LGW), Fès (FEZ), Tanger (TNG), Dakhla (VIL), Vienne (VIE), Montpellier (MPL), Pau (PUF),. |                   |  |
| Dakhla     | VIL             | GMMH            | Casablanca (CMN), Marrakech (RAK). |                   |  |
| Errachidia | ERH             | GMFK            | Fès (FEZ). |                   |  |
| Guelmim    | GLN             | GMAG            | Casablanca (CMN) |                   |  |

### Destinations Afrique
| Cité    | Aéroport (Code) | Aéroport (Code) | Aéroport (Nom)                           | Note             |
| Cité    | IATA            | ICAO            | Aéroport (Nom)                           | Note             |
| ------- | --------------- | --------------- | ---------------------------------------- | ---------------- |
| Tunisie |                 |                 |                                          |                  |
| Tunis   | TUN             | DTTA            | Aéroport international de Tunis-Carthage | Casablanca (CMN) |

### Destinations Asie
| Cité     | Aéroport (Code) | Aéroport (Code) | Aéroport (Nom)                       | Note                            |
| Cité     | IATA            | ICAO            | Aéroport (Nom)                       | Note                            |
| -------- | --------------- | --------------- | ------------------------------------ | ------------------------------- |
| Turquie  |                 |                 |                                      |                                 |
| Istanbul | SAW             | LTFJ            | Aéroport international Sabiha Gökçen | Casablanca (CMN), Tanger (TNG), |
| Istanbul | IST             | LTFM            | Aéroport d'Istanbul                  | Rabat (RBA)                     |

### Destinations Europe
| Cité              | Aéroport (Code) | Aéroport (Code) | Aéroport (Nom)                              | Note |
| Cité              | IATA            | ICAO            | Aéroport (Nom)                              | Note |
| ----------------- | --------------- | --------------- | ------------------------------------------- | ---- |
| Allemagne         |                 |                 |                                             |      |
| Francfort         | FRA             | EDDF            | Aéroport de Francfort-Rhein/Main            |      |
| Cologne           | CGN             | EDDK            | Aéroport de Cologne                         |      |
| Munich            | MUC             | EDDM            | Aéroport Franz-Josef-Strauß de Munich       |      |
| Autriche          |                 |                 |                                             |      |
| Vienne            | VIE             | LOWW            | Aéroport de Vienne                          |      |
| Belgique          |                 |                 |                                             |      |
| Bruxelles         | BRU             | EBBR            | Aéroport de Bruxelles                       |      |
| Portugal          |                 |                 |                                             |      |
| Lisbonne          | LIS             |                 |                                             |      |
| Espagne           |                 |                 |                                             |      |
| Barcelone         | BCN             | LEBL            | Aéroport international de Barcelone-El Prat |      |
| Palma de Majorque | PMI             | LEPA            | Aéroport de Palma de Majorque               |      |
| Madrid            | MAD             | LEMD            | Aéroport Adolfo-Suárez de Madrid-Barajas    |      |
| Malaga            | AGP             | LEMG            | Aéroport de Malaga-Costa del Sol            |      |
| France            |                 |                 |                                             |      |
| Bordeaux          | BOD             | LFBD            | Aéroport de Bordeaux - Mérignac             |      |
| Lyon              | LYS             | LFLL            | Aéroport de Lyon-Saint-Exupéry              |      |
| Montpellier       | MPL             | LFMT            | Aéroport de Montpellier-Méditerranée        |      |
| Mulhouse          | MLH             | LFSB            | Aéroport de Bâle-Mulhouse-Fribourg          |      |
| Strasbourg        | SXB             | LFST            | Aéroport de Strasbourg-Entzheim             |      |
| Toulouse          | TLS             | LFBO            | Aéroport de Toulouse-Blagnac                |      |
| Pau               | PUF             | LFBP            | Aéroport de Pau-Pyrénées                    |      |
| Paris             | CDG             | LFPG            | Aéroport de Paris-Charles-de-Gaulle         |      |
|                   |                 |                 |                                             |      |
|                   |                 |                 |                                             |      |
| Italie            |                 |                 |                                             |      |
| Bologne           | BLQ             | LIPE            | Aéroport de Bologne-Borgo Panigale          |      |
| Bergame (Milan)   | BGY             | LIME            | Aéroport de Bergame-Orio al Serio           |      |
| Cuneo (Turin)     | CUF             | LIMZ            | Aéroport Sandro-Pertini de Turin Caselle    |      |
| Venise            | VCE             | LIPZ            | Aéroport de Venise - Treviso                |      |
| Rome              | FCO             | LIRF            | Aéroport de Rome Fiumicino                  |      |
| Naples            | NAP             | LIRN            | Aéroport de Naples                          |      |
| Catane            | CTA             | LICC            | Aéroport de Catane-Fontanarossa             |      |
| Pays-Bas          |                 |                 |                                             |      |
| Amsterdam         | AMS             | EHAM            | Aéroport d'Amsterdam-Schiphol               |      |
| Royaume-Uni       |                 |                 |                                             |      |
|                   |                 |                 |                                             |      |
| Londres           | LGW             | EGKK            | Aéroport de Londres-Gatwick                 |      |
|                   |                 |                 |                                             |      |
|                   |                 |                 |                                             |      |
|                   |                 |                 |                                             |      |